# Isaac Asimov
« Asimov » redirige ici. Pour les autres significations, voir Asimov (homonymie).
Œuvres principales
- Cycle des robots
- Cycle de Fondation
- Cycle de l'Empire

Isaac Asimov (prononcé : /ˈaɪ.zək ˈæzɪmɑv/) est un écrivain américain, né vers le 2 janvier 1920 à Petrovitchi, en Russie, et mort le 6 avril 1992 à New York. Également professeur de biochimie à l'université de Boston, il est surtout connu pour ses œuvres de science-fiction et ses livres de vulgarisation scientifique.
Écrivain prolifique, Asimov a écrit ou édité plus de 500 livres et répondu à environ 90 000 lettres et cartes postales. Ses livres ont été publiés dans 9 des 10 grandes catégories de la classification décimale de Dewey. L'œuvre la plus célèbre d'Asimov est la série Fondation (Foundation), dont les trois premiers livres ont remporté l'unique prix Hugo de la « Meilleure série de tous les temps » en 1966. Ses autres séries majeures sont le cycle de l'Empire (Galactic Empire) et le cycle des robots (Robot series).
À ce titre, il est souvent considéré, avec Arthur C. Clarke et Robert A. Heinlein, comme l'un des « Trois Grands » auteurs (Big Three) de science-fiction de langue anglaise,.
Il a également écrit des ouvrages ayant pour thèmes la fiction mystérieuse et la fantasy, ainsi que de nombreux ouvrages de non-fiction. La plupart de ses livres de sciences populaires expliquent les concepts de manière historique, remontant aussi loin que possible à une époque où la science en question était à son stade le plus simple. Des exemples incluent le Guide to Science (en), la série en trois volumes Understanding Physics (en), et Asimov's Chronology of Science and Discovery. Il a écrit sur de nombreux autres sujets scientifiques et non scientifiques, tels que la chimie, l'astronomie, les mathématiques, l'histoire, l'exégèse biblique et la critique littéraire.
En 1959, sur invitation de son ami le chercheur Arthur Obermayer, il participe à des séances de recherches créatives organisées par une filiale du MIT pour perfectionner l'armement américain. À la suite de cette expérience, il rédige un court essai intitulé On Creativity. Il y donne des recommandations précises, considérées parfois comme une des bases du brainstorming.
Asimov a été président de l'American Humanist Association.
Un cratère sur la planète Mars, une école primaire à Brooklyn et un prix littéraire (Isaac Asimov Awards (en)) sont nommés en son honneur.

## Biographie

### Enfance russe
Issu d'une famille juive, fils de Judah Asimov et de Anna Rachel Berman, Isaac naît à Petrovitchi — près de Smolensk, en Russie — à une date inconnue, entre le 4 octobre 1919 et le 2 janvier 1920 (date à laquelle il célébrait son anniversaire à l'âge adulte). Pour des raisons mal définies et sur invitation de Joseph Berman, demi-frère de la mère d'Asimov, sa famille émigre aux États-Unis au début de l'année 1923, alors qu'il a trois ans.
Sa sœur cadette, prénommée Rachel, choisit de se faire appeler Marcia ultérieurement, souhait qu'Asimov respecte quand il la mentionne plus tard dans son autobiographie.

### Éducation et carrière professionnelle
À la maison, à Brooklyn, les parents ne parlent russe que quand « ses grandes oreilles ne doivent pas entendre » : il n'apprend donc jamais la langue. Le yiddish est sa langue maternelle.
Asimov se définit comme un enfant prodige. Ses parents qui, en Russie, sont loin d'être illettrés, ne lisent pas l'anglais ; il demande l'aide d'enfants du voisinage et sait déjà lire à son entrée à l'école en septembre 1925. Il est naturalisé Américain en 1928. Il passe sa jeunesse à travailler dans le magasin familial, où il a l'occasion de lire les magazines de science-fiction que ses parents vendent. Vers l'âge de onze ans, il commence à écrire ses premières nouvelles (il aurait déclaré avoir commencé à écrire pour pouvoir enfin conserver des livres sans que son père libraire ne les vende).
Ses études sont assez brillantes pour lui permettre, grâce à une bourse, d'entrer à l'université Columbia. Il passe d'abord une licence en sciences (1939) avant d'obtenir une maîtrise en chimie (1941) et, finalement, un doctorat en biochimie (1948). Il obtient un poste de chargé de cours à l'école de médecine de l'université de Boston (1951). Entretemps, il accomplit son service militaire, au cours duquel il est nommé caporal.
Parallèlement, il commence à écrire de la science-fiction et voit sa première nouvelle, Marooned Off Vesta (Au large de Vesta), publiée en 1939. John W. Campbell, alors rédacteur en chef de la revue Astounding Stories, n'aura de cesse de l'encourager à écrire. Dès lors, il est régulièrement publié, et quinze nouvelles voient le jour jusqu'en 1941.

### Carrière d'écrivain

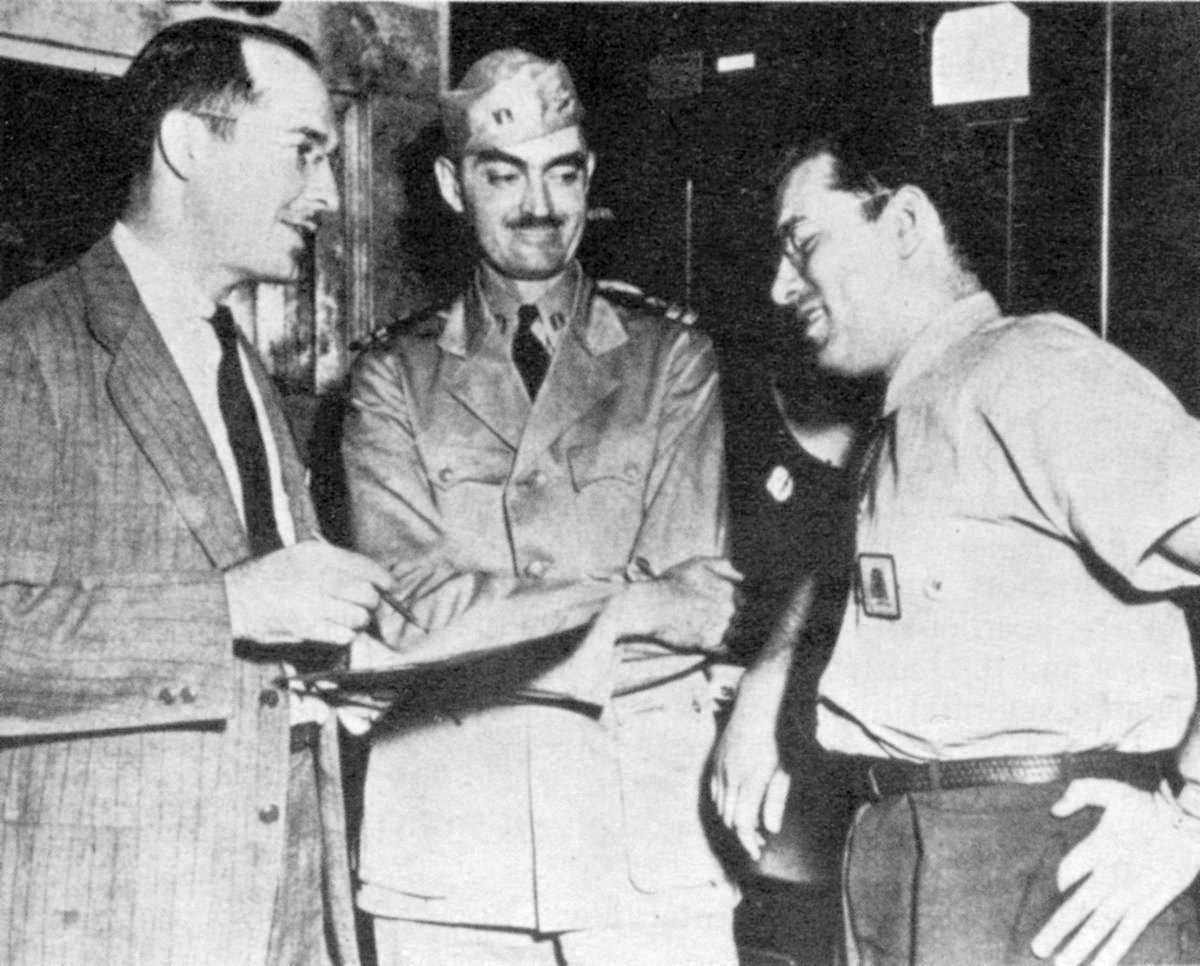
Robert Heinlein, L. Sprague de Camp et Isaac Asimov au Philadelphia Naval Shipyard (1944).

Lors de la Seconde Guerre mondiale, Asimov est déjà considéré comme un auteur de science-fiction majeur. Son licenciement de l'université de Boston en 1958 lui fait prendre un tournant dans sa carrière. Il se consacre alors pleinement à l'écriture. Prolifique, il travaille sans relâche car — comme il le dit lui-même — c'est là qu'il prend du plaisir.
La suite de la vie d'Asimov est celle d'un auteur à succès, presque entièrement consacrée au travail d'écriture et aux conférences. Il laisse derrière lui plus de 500 livres, dont 116 anthologies qu'il a lui-même constituées et préfacées. On y trouve des ouvrages de science-fiction et de vulgarisation scientifique, des romans policiers, des romans pour la jeunesse et même des titres plus étonnants comme La Bible expliquée par Asimov ou encore Le Guide de Shakespeare d'Asimov.
Son dernier livre est un essai autobiographique, plus thématique que chronologique, paru en français sous le titre Moi, Asimov (Paris, Denoël, coll. Présences, 1996). L'épilogue a été écrit par sa seconde épouse, après le décès de l'auteur.

### Mort
Isaac Asimov meurt le 6 avril 1992 d'une insuffisance cardiaque et rénale consécutive à son infection par le VIH (détecté en 1989). Asimov avait été infecté lors d'une transfusion sanguine pour un pontage aorto-coronarien en 1983.
Cette information n'a été révélée qu'en 2002, dans une version de l'autobiographie d'Asimov revue par Janet Asimov, sa veuve. Selon elle, Asimov avait souhaité rendre sa maladie publique, mais en aurait été dissuadé par ses médecins et par la crainte des préjugés dont sa famille aurait pu souffrir. Après son décès, la famille garda le silence, notamment en raison des controverses auxquelles donna lieu la maladie d'Arthur Ashe, le tennisman. Ce n'est qu'après le décès des médecins d'Asimov que sa seconde épouse et sa fille Robyn décidèrent de révéler la vérité,.

### Vie privée
Isaac Asimov épouse le 26 juillet 1942 Gertrude Blugerman (1917–1990). De ce premier mariage naissent deux enfants : David (né en 1951) et Robyn Joan (née en 1955). Après leur séparation en 1970, puis leur divorce en 1973, il épouse la psychiatre et romancière Janet Opal Jeppson le 30 novembre 1973.

#### Personnalité
Bien que de tradition familiale juive, Isaac Asimov se déclare athée et rationaliste, ce que suggère aussi sa nouvelle Reason dans le cycle des robots.
Il fut un ami proche de Gene Roddenberry, le créateur de l'univers de Star Trek.
Concernant la « psychohistoire » d'Asimov, qui sert de fil conducteur à la série Fondation, outre la théorie cinétique des gaz explicitement mentionnée, elle semble s'inspirer de la cybernétique, de la psychologie ainsi que du matérialisme historique.
Le tout est mâtiné de la loi des grands nombres telle qu'on la concevait alors, avant que Benoît Mandelbrot ne mette en évidence les formes fractales, même si le personnage du Mulet réintroduit opportunément un facteur humain important (voir effet papillon).
Membre de l'association Mensa, Asimov en a été un moment le vice-président (le président étant alors un autre passionné du futur, l'architecte Richard Buckminster Fuller). Il a plus tard quitté l'association.
Asimov voyageait rarement en dehors de New York, principalement parce qu'il n'aimait pas cela, mais aussi par manque de temps, étant absorbé par ses travaux d'écriture.

« [La] seule chose en moi que je considère comme suffisamment grave pour justifier un traitement psychanalytique, c'est ma compulsion à écrire… Cela signifie que mon idée d'un moment agréable est de monter dans mon grenier, de m'asseoir devant ma machine à écrire électrique (comme je le fais en ce moment), et de taper dessus, regardant les mots prendre forme comme par magie devant mes yeux. »

— Asimov, en 1969

#### Attitude déplacée à l'égard des femmes
Dans un livre paru en octobre 2018, Alec Nevala-Lee affirme qu'Isaac Asimov était connu pour harceler les femmes de son entourage à tel point qu'il aurait été surnommé, selon Judith Merril, « The man with a hundred hands (L'homme aux cent mains) ». Certains témoignages tels celui de Judith Merril rendent compte de ses comportements déplacés,.

## Œuvre
Isaac Asimov, en dehors d'une inventivité débordante, se caractérise par la simplicité de son écriture. Pour lui comme pour de nombreux auteurs anglo-saxons, les styles tourmentés ne font que rebuter le lecteur. C'est donc l'histoire, et elle seule, qui est mise en avant. Il fonde ses livres sur des dialogues entre protagonistes.

« J'ai un style informel, ce qui signifie que j'ai tendance à utiliser des mots courts et une structure de phrase simple, sans oublier d'occasionnelles expressions familières. Cela agace les gens qui aiment les choses poétiques, lourdes, complexes et, par-dessus tout, obscures. D'un autre côté, le style informel plaît aux gens qui aiment la sensation de lire un essai sans se rendre compte qu'ils en lisent un, et de sentir que les idées coulent du cerveau de l'écrivain dans le leur sans friction mentale. »

— Asimov, en 1980
C'est avec la nouvelle Quand les ténèbres viendront (Nightfall, 1941), écrite à 21 ans, que la carrière littéraire d'Asimov a véritablement débuté. Jusqu'alors il n'avait connu que des publications occasionnelles dans les magazines auxquels il proposait ses histoires. John Campbell fut si enthousiasmé par Quand les ténèbres viendront qu'il envoya à son auteur un chèque plus important que prévu : 150 dollars au lieu de 120. On payait à l'époque un cent par mot, et la nouvelle en compte 12 000… Quand les ténèbres viendront est très vite devenu un « classique » du genre.
Asimov a ensuite écrit de nombreuses autres nouvelles, policières (Mortelle est la nuit), humoristiques (À Port Mars sans Hilda, L'amour, vous connaissez ?) et de science-fiction, notamment sur les robots (L'Homme bicentenaire). Il y met à l'épreuve l'esprit hypothético-déductif du lecteur et y montre la fantaisie dont il est capable (par exemple, dans Le Plaisantin). Dans l'une d'elles, Menteur !, Asimov invente un nouveau mot qui allait passer dans le langage courant : la robotique. Certaines, telles Profession ou La Dernière Question, ont une portée philosophique indéniable et d'autres, telles Le Petit Garçon très laid, sont très émouvantes.
Asimov a principalement traité deux grands thèmes : les robots et la psychohistoire.
André-François Ruaud et Vivian Amalric considèrent pour leur part que le style d'Isaac Asimov est plutôt médiocre, froid, cérébral et sa prose truffée de répétitions. Les traductions françaises auraient paradoxalement plutôt gommé ces imperfections qui alourdissent les œuvres originales.

### Les robots et leCycle des robots
L'œuvre d'Asimov sur les robots regroupe de très nombreuses nouvelles et plusieurs romans :
- recueils de nouvelles :
  - Les Robots, 1967 ((en) I, Robot, 1950), trad. Pierre Billon,
  - Un défilé de robots, 1967 ((en) The Rest of the Robots, 1964), trad. Pierre Billon,
  - Nous les robots, 1982 ((en) The Complete robot, 1982),
  - Le Robot qui rêvait, 1988 ((en) Robot Dreams, 1986), trad. France-Marie Watkins ;
- romans :
  - Les Cavernes d'acier, 1956 ((en) The Caves of Steel, 1953), trad. Jacques Brécard,
  - Face aux feux du soleil, 1961 ((en) The Naked Sun, 1956), trad. André-Yves Richard,
  - Les Robots de l'aube, 1984 ((en) Robots of Dawn, 1983), trad. France-Marie Watkins,
  - Les Robots et l'Empire, 1986 ((en) Robots and Empire, 1985), trad. Jean-Paul Martin.

L'ensemble forme une seule grande histoire, le cycle des robots, qui s'étale sur plusieurs millénaires.
En France, toutes les nouvelles de robotique publiées par l'auteur ont été regroupées dans un recueil composé de deux tomes et nommé Le Grand Livre des robots. Le premier tome (Prélude à Trantor) contient Nous les robots, Les Cavernes d'acier et Face aux feux du soleil. Le second tome (La Gloire de Trantor) regroupe Les Robots de l'aube, Les Robots et l'Empire, Les Courants de l'espace, Poussière d'étoiles et enfin Cailloux dans le ciel (ces trois derniers ouvrages composant le cycle de l'Empire).
Il renouvelle complètement ce thème en inventant des « robots positroniques » gouvernés par trois lois protégeant les êtres humains et, a priori, parfaites et inviolables. Le jeu d'Asimov consiste à imaginer des situations révélant des failles de ces lois (exemple : un robot peut-il, en restant passif, laisser un humain fumer une cigarette ?) et des bizarreries de comportement de robots qui semblent les enfreindre, puis à faire découvrir au lecteur comment cela est possible, à la manière d'une enquête policière.
Les trois lois sont :
- première loi : « Un robot ne peut porter atteinte à un être humain ni, restant passif, laisser cet être humain exposé au danger. » ;
- deuxième loi : « Un robot doit obéir aux ordres donnés par les êtres humains, sauf si de tels ordres sont en contradiction avec la première loi. » ;
- troisième loi : « Un robot doit protéger son existence dans la mesure où cette protection n'entre pas en contradiction avec la première ou la deuxième loi. »

Deux robots exceptionnels, R. Daneel Olivaw et R. Giskard Reventlov, ajoutent une Loi Zéro, qui précise qu'un robot ne peut porter atteinte à l'humanité dans son ensemble, même pour protéger un être humain : Un robot ne peut ni nuire à l'humanité ni, restant passif, permettre que l'humanité souffre d'un mal. Cette loi est apparue dans Les Robots et l'empire (chapitre LXIII).
Asimov laisse l'un de ses amis, Lester del Rey, écrire lui aussi une histoire utilisant les trois lois de la robotique : Une Morale pour Sam. Cette histoire constitue une moquerie gentille sur la viabilité réelle des trois lois.
Le thème des robots, tel que traité par Asimov, constitue aussi un plaidoyer antiraciste discret, mais sûr : les robots, de plus en plus perfectionnés et dotés d'aspects de plus en plus humains, deviennent méprisés, voire haïs, par bien des êtres humains — d'autant que les trois lois les mettent à l'abri de défauts qu'on pourrait leur reprocher. L'Homme bicentenaire évoque cette question.
En novembre 2009, l’Isaac Asimov estate a annoncé la prochaine publication d'une trilogie de romans centrée sur Susan Calvin et écrite par l'auteur de fantasy Mickey Zucker Reichert (en).
En 2019, une équipe de chercheurs s'inspire de l'oeuvre d'Asimov en publiant dans la revue Science une étude dans laquelle ils proposent des algorithmes dits « seldoniens » qui intègrent les trois lois de la robotique.

#### TrilogieI, Robot
1. Protéger, Robert Laffont, coll. « Ailleurs et Demain », 2013 ((en) I, Robot: To Protect, 2011)
2. Obéir, Robert Laffont, coll. « Ailleurs et Demain », 2014 ((en) I, Robot: To Obey, 2013)
3. (en) I, Robot: To Preserve, 2016

### La psychohistoire et leCycle de Fondation
Dans le Cycle de Fondation (qui a reçu, en 1966, le prix Hugo de « la meilleure série de science-fiction de tous les temps »), Asimov imagine l'avenir de l'humanité. Il commence avec l'effondrement d'un empire galactique qui se décompose. Un savant, Hari Seldon, invente une nouvelle science, la psychohistoire, fondée sur la loi des grands nombres et le calcul des probabilités qui permet de « prévoir l'avenir », ou, plus exactement, de calculer les probabilités de différents avenirs.
Le scénario est d'autant plus aisément assimilé par le lecteur qu'il lui rappelle des repères connus : l'émiettement du pouvoir des empires romain et ottoman, d'une part, en ce qui concerne l'empire de Trantor, l'ascension de personnalités charismatiques comme Alexandre le Grand, Jules César ou Napoléon Bonaparte, d'autre part, en ce qui concerne le personnage du Mulet, qui manipule à ses propres fins les émotions de son entourage.
Le roman Fondation — le premier paru — forme le « cœur » du cycle et peut être lu isolément. En y ajoutant Fondation et Empire et Seconde Fondation, on obtient la trilogie de Fondation, qui constitue elle aussi une histoire à part entière. Cela correspond à l'ordre d'écriture des romans. D'autres romans, comme Prélude à Fondation et L'Aube de Fondation — chronologiquement situés avant — ou Fondation foudroyée et Terre et Fondation — chronologiquement situés après —, se sont par la suite greffés à la trilogie, pour constituer le Cycle de Fondation.

### L'histoire du futur selon Asimov

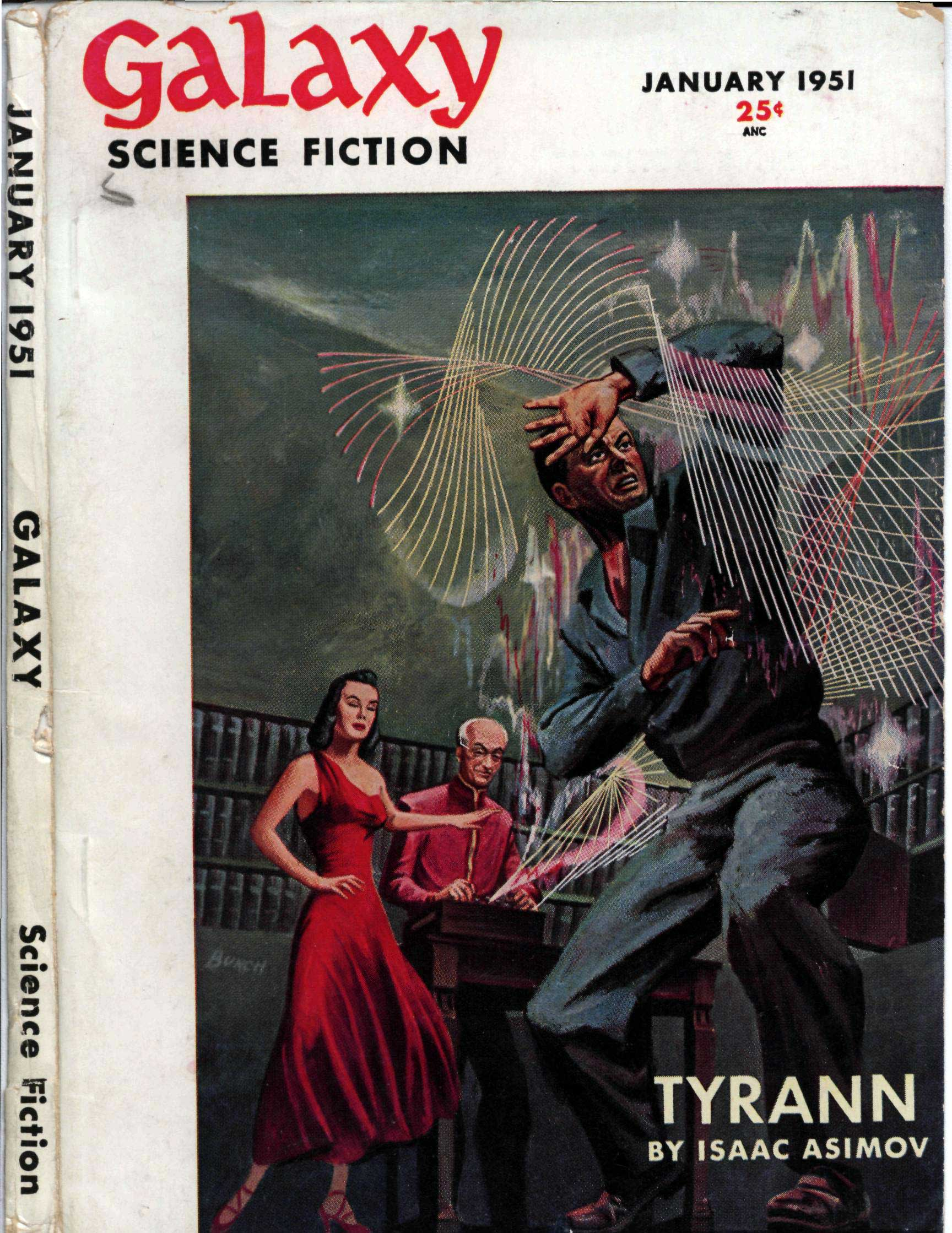
Le premier volet du roman Tyrann d'Asimov était en couverture du quatrième numéro de la revue Galaxy Science Fiction en 1951. La nouvelle a été publiée sous forme de livre plus tard cette année-là, sous le nom de The Stars Like Dust.

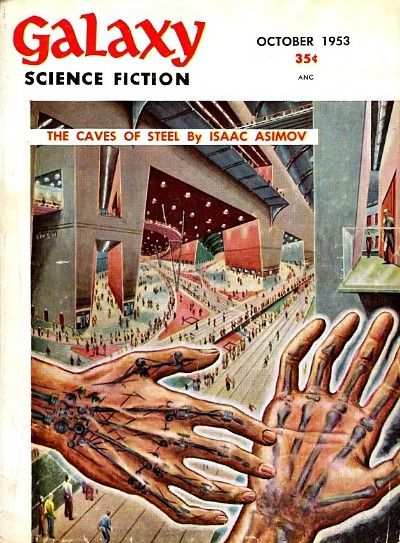
Le premier volet du roman Les Cavernes d'acier d'Asimov, en couverture du numéro d'octobre 1953 de Galaxy Science Fiction, illustré par Ed Emshwiller.

Après avoir publié ses deux grands cycles, l'éditeur d'Asimov lui a demandé pour son public de les relier pour construire une « histoire du futur » cohérente. Il a alors écrit des ouvrages intermédiaires pour faire le lien entre les deux cycles. L'ensemble final incluant les nouvelles est composé de dix-sept ouvrages que l'on peut subdiviser en cinq parties, ou cycles, qui peuvent se lire séparément les uns des autres et qui sont ici classés par ordre chronologique.
À cela on peut ajouter La Fin de l'Éternité, roman à part, qui prend cependant sa place dans l'ensemble comme point de départ vers l'empire galactique. On pourrait également ajouter Némésis juste après ce prélude, puisque l'histoire, qui se déroule dans le futur, est mentionnée dans le cycle de Fondation.
1. La Fin de l'Éternité, Denoël, Présence du futur no 105, 1967 ((en) The End of Eternity, 1955)  (ISBN 978-2-207-30105-0, 2-207-25065-2, 2-07-042264-X et 978-2-07-042264-7)
2. Le cycle des robots :
  1. Les Robots, OPTA, Club du livre d'anticipation no 7, 1967 ((en) I, Robot, 1950)  (ISBN 978-2-290-34248-0, 2-290-31290-8, 2-277-13453-8 et 2-277-12453-2)
  2. Un défilé de robots, OPTA, Club du livre d'anticipation no 7, 1967 ((en) The Rest of the Robots, 1964)  (ISBN 978-2-277-12542-6 et 2-290-31125-1)
  3. Le Robot qui rêvait, J'ai lu no 2388, 1988 ((en) Robot Dreams, 1986)  (ISBN 978-2-277-22388-7 et 2-290-31715-2)
  4. Nous les robots ((en) The Complete robot, 1982)
3. Le cycle d'Elijah Baley :
  1. Les Cavernes d'acier, Hachette/Gallimard, Le Rayon fantastique no 41, 1956 ((en) The Caves of Steel, 1953)  (ISBN 978-2-277-12404-7 et 2-290-32794-8)
  2. Face aux feux du soleil, OPTA, Club du livre d'anticipation no 23, 1970 ((en) The Naked Sun, 1956)  (ISBN 978-2-277-12468-9 et 2-290-32794-8)
  3. Les Robots de l'aube, J'ai lu no 6792, 1984 ((en) Robots of Dawn, 1983)  (ISBN 978-2-7242-3983-6, 2-277-21602-X, 2-277-21603-8, 2-290-30718-1, 2-290-30719-X et 2-290-33275-5)
  4. Les Robots et l'Empire, J'ai lu no 5895, 1986 ((en) Robots and Empire, 1985)  (ISBN 978-2-277-21996-5, 2-277-21996-7 et 2-290-31116-2)
4. Le cycle de l'Empire :
  1. Les Courants de l'espace, OPTA, Galaxie-bis, 1967 ((en) The Currents of Space, 1952)  (ISBN 978-2-7024-0232-0, 2-266-04209-2, 2-266-13641-0 et 2-266-15093-6)
  2. Tyrann, J'ai lu no 484, 1973 ((en) The Stars Like Dust, 1951)  (ISBN 978-2-277-12484-9), 2-290-00484-7 et 2-290-33281-X) (parfois nommé Poussière d'étoiles)
  3. Cailloux dans le ciel, Hachette/Gallimard, Le Rayon fantastique no 16, 1953 ((en) Pebble in the Sky, 1950)  (ISBN 2-277-11552-5 et 2-290-31297-5)
5. Le cycle de Fondation :
  1. Prélude à Fondation, Presses de la Cité, Univers sans limites, 1989 ((en) Prelude to Foundation, 1988)  (ISBN 2-258-02597-4, 2-7242-4640-3, 2-266-03471-5 et 2-266-15253-X)
  2. L'Aube de Fondation, Presses de la Cité, Univers sans limites, 1993 ((en) Forward the Foundation, 1993)  (ISBN 2-258-03720-4, 2-7242-7987-5, 2-266-06733-8 et 2-266-15736-1)
  3. Fondation, Hachette/Gallimard, Le Rayon fantastique no 44, 1957 ((en) Foundation, 1951)  (ISBN 2-7242-2249-0, 2-207-30089-7, 2-207-24911-5 et 2-07-041570-8)
  4. Fondation et Empire, OPTA, Club du livre d'anticipation no 1, 1965 ((en) Foundation and Empire, 1952)  (ISBN 2-7242-2326-8, 2-207-30092-7, 2-207-24912-3 et 2-07-041571-6)
  5. Seconde Fondation, OPTA, Club du livre d'anticipation no 1, 1965 ((en) Second Foundation, 1953)  (ISBN 2-7242-2418-3, 2-207-30094-3, 2-207-24913-1 et 2-07-041611-9)
  6. Fondation foudroyée, Denoël, Présence du futur no 357, 1983 ((en) Foundation's Edge, 1982)  (ISBN 2-207-30357-8, 2-7242-2564-3, 2-207-24930-1 et 2-07-041646-1)
  7. Terre et Fondation, Denoël, Présence du futur no 438, 1987 ((en) Foundation and Earth, 1986)  (ISBN 2-7242-3566-5, 2-207-30438-8, 2-207-25106-3 et 2-07-041752-2)

### Cycle de David Starr
Le cycle de David Starr, écrit sous le pseudonyme de Paul French, est composé de six romans écrits dans les années 1950.
David Starr est chargé par le Comité Scientifique Terrestre d'enquêter sur les planètes du système Solaire, récemment colonisées, pour y résoudre des énigmes. Dès le premier tome, il est aidé par un petit homme natif de Mars, John Bigman Jones, et par une étrange rencontre avec des entités martiennes, qui se cachent des humains.
Les autres tomes le voient explorer les lieux les plus emblématiques du système Solaire : les Astéroïdes, Vénus, Mercure, les lunes de Jupiter (qui, par son gigantisme, empêche toute colonisation), les anneaux de Saturne.
1. Sur la planète rouge (en), Fleuve noir, 1954 ((en) David Starr, Space Ranger, 1952)Réédition sous le titre Jim Spark, le chasseur d'étoiles, Hachette Jeunesse, coll. « Bibliothèque verte », 1977 puis sous le titre Les Poisons de Mars, Lefrancq, coll. « D'aventure », 1991 puis sous le titre Les Poisons de Mars dans le recueil David Starr justicier de l'espace, Lefrancq, coll. « Volumes », 1993 puis sous le titre Les Poisons de Mars, Lefrancq, coll. « Lefrancq en poche », 1996
2. Jim Spark et les Écumeurs de l'espace (en), Hachette Jeunesse, coll. « Bibliothèque verte », 1978 ((en) Lucky Starr and the Pirates of the Asteroids, 1953)Réédition sous le titre Les Pirates des astéroïdes, Lefrancq, 1991 puis sous le titre Les Pirates des astéroïdes dans le recueil David Starr justicier de l'espace, Lefrancq, coll. « Volumes », 1993 puis sous le titre Les Pirates des astéroïdes, Lefrancq, coll. « Lefrancq en poche », 1996
3. Jim Spark et la Cité sous la mer (en), Hachette Jeunesse, coll. « Bibliothèque verte », 1978 ((en) Lucky Starr and the Oceans of Venus, 1954)Réédition sous le titre Les Océans de Venus dans le recueil David Starr justicier de l'espace, Lefrancq, coll. « Volumes », 1993 puis sous le titre Les Océans de Venus, Lefrancq, coll. « Lefrancq en poche », 1997
4. Jim Spark et le Projet Lumière (en), Hachette Jeunesse, coll. « Bibliothèque verte », 1979 ((en) Lucky Starr and the Big Sun of Mercury, 1956)Réédition sous le titre La Fournaise de Mercure dans le recueil David Starr justicier de l'espace, Lefrancq, coll. « Volumes », 1993
5. Les Lunes de Jupiter (en), Lefrancq, coll. « Volumes », 1993 ((en) Lucky Starr and the Moons of Jupiter, 1957)
6. Les Anneaux de Saturne (en), Lefrancq, coll. « Volumes », 1993 ((en) Lucky Starr and the Rings of Saturn, 1957)

### Autres recueils de nouvelles de science-fiction

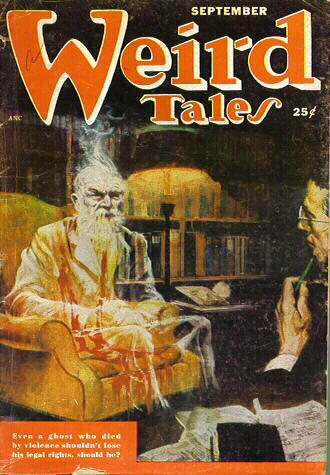
La nouvelle courte Bon sang ne saurait mentir (« Legal Rites », du recueil Chrono-minets), une collaboration avec Frederik Pohl, est la seule histoire d'Asimov à apparaître dans la revue Weird Tales.

- La Voie martienne, J'ai lu no 870, 1978 ((en) The Martian Way and Other Stories, 1955)  (ISBN 978-2-29033283-2 et 2-277-11870-2)
- Espace vital, Le Masque Science Fiction no 40, 1976 ((en) Earth Is Room Enough, 1957)  (ISBN 2702404723 et 2277220558)
- L'avenir commence demain, Presses Pocket Science-fiction no 5034, 1978 ((en) Nine Tomorrows, 1959)  (ISBN 2266036327 et 2266006436)
- (en) Asimov's Mysteries, 1968
  - Histoires mystérieuses (1), Présence du futur no 113, 1969  (ISBN 2207301133)
  - Histoires mystérieuses (2), Présence du futur no 114, 1969  (ISBN 2207301141)
- Quand les ténèbres viendront, Denoël, coll. Lunes d'encre, 2014 ((en) Nightfall and Other Stories, 1969)
  - Quand les ténèbres viendront, Présence du futur no 123, 1970  (ISBN 2207250261)
  - L'amour, vous connaissez ?, Présence du futur no 125, 1970  (ISBN 2207249190)
  - Jusqu'à la quatrième génération, Présence du futur no 301, 1979  (ISBN 2207303012)
- Période d'essai, Gallimard, coll. « Folio SF » no 553, 2016 ((en) The Early Asimov, 1972)  (ISBN 978-2070467396)
  - Dangereuse Callisto, Présence du futur no 182, 1974  (ISBN 2207249239)
  - Noël sur Ganymède, Présence du futur no 187, 1974  (ISBN 2207247988)
  - Chrono-minets, Présence du futur no 191, 1975  (ISBN 2207301915)
  - La Mère des mondes, Présence du futur no 199, 1975  (ISBN 2207301990)
- (en) Buy Jupiter and Other Stories, 1975
  - Flûte, flûte et flûtes !, Présence du futur no 232, 1977  (ISBN 2207247368 et 2070314448)
  - Cher Jupiter, Présence du futur no 233, 1977  (ISBN 2207249182)
- L'Homme bicentenaire, Présence du futur no 255, 1978 ((en) The Bicentennial Man and Other Stories, 1976)  (ISBN 2207250253 et 2207302555)
- Limericks ((en) Limericks d'Isaac Asimov & John Ciardi, 1978)
- (en) The Winds of Change and Other Stories, 1983
  - Au prix du papyrus, Présence du futur no 395, 1985  (ISBN 2207248577)
  - Les Vents du changement, Présence du futur no 403, 1985  (ISBN 2207304035 et 2070419789)
- Azazel, Presses Pocket Science-fiction no 5508, 1990 ((en) Azazel, 1988)  (ISBN 2-7242-6122-4 et 2-266-05520-8)
- (en) Robot Visions, 1990La seule nouvelle inédite de ce recueil, La Vision d'un robot (Robot Visions) est disponible en France dans le recueil Robots temporels d'Issac Asimov (1) de William F. Wu chez J'ai lu no 3473 1993 (ISBN 2-277-23473-7)
- Mais le docteur est d'or, Presses Pocket Science-fiction no 5621, 1996 ((en) Gold, 1995)  (ISBN 2266069268)
- Légende, Presses Pocket Science-fiction no 5627, 1996 ((en) Magic, 1996)  (ISBN 2-266-06863-6)
- La Pierre parlante et autres nouvelles, 2002  (ISBN 2-277-30129-9 et 2-290-33130-9)
- Asimov parallèle (The Alternate Asimovs), 1986

### Livres d'histoire
- The Kite That Won the Revolution (1963)  (ISBN 0-395-06560-7)
- The Greeks (1965) ; Les Grecs, trad. fr. Christophe Jaquet, illustr. Benjamin Van Blancke, Paris, Les Belles Lettres, 388 p., avril 2025  (ISBN 978-2251456959)
- The Roman Republic (1966) ; La République romaine, trad. fr. Christophe Jaquet, illustr. Benjamin Van Blancke, Paris, Les Belles Lettres, 294 p., octobre 2023  (ISBN 978-2251455075)
- The Roman Empire (1967) ; L'Empire romain, trad. fr. Christophe Jaquet, illustr. Benjamin Van Blancke, Paris, Les Belles Lettres, 302 p., juin 2024  (ISBN 978-2251455679)
- The Egyptians (1967)
- The Near East (1968)
- The Dark Ages (1968)
- Words from History (1968)
- The Shaping of England (1969)
- Constantinople: The Forgotten Empire (1970)
- The Land of Canaan (1971)
- The Shaping of France (1972)
- The Shaping of North America (1973)
- The Birth of the United States (1974)
- Our Federal Union (1975)  (ISBN 0-395-20283-3)
- The Golden Door (1977)
- Asimov's Chronology of Science and Discovery (1989)
- Asimov's Chronology of the World (1991), HarperCollins  (ISBN 0-06-270036-7)
- The March of the Millennia (1991) (avec Frank White), Walker & Company  (ISBN 0-8027-7391-5)

### Recueils de nouvelles policières et autres nouvelles policières
Le Cycle des veufs noirs (The Black Widowers) constitue une sorte de reprise du Club du mardi d'Agatha Christie. Il s'agit d'un groupe se réunissant périodiquement autour d'un bon dîner. Ni forcément veuf, ni forcément célibataire, chacun des six membres, à tour de rôle, doit venir accompagné d'un invité. Une anecdote racontée par ce dernier sert généralement de point de départ à la nouvelle. Beaucoup de personnages sont inspirés d'écrivains proches d'Asimov. C'est toujours le serveur du restaurant qui résout l'énigme ou du moins présente la solution la plus plausible.
Les veufs noirs ne se déplacent pas, n'examinent pas des indices matériels : tout se fait par discussion autour d'un repas.
- Le Club des veufs noirs, 10/18 no 1980, 1989 ((en) Tales of the Black Widowers, 1974)
- Retour au club des veufs noirs, 10/18 no 2015, 1989 ((en) More Tales of the Black Widowers, 1976)
- Casse-tête au club des veufs noirs, 10/18 no 2146, 1990 ((en) Casebook of the Black Widowers, 1980)
- À table avec les veufs noirs, 10/18 no 2061, 1989 ((en) Banquets of the Black Widowers, 1984)
- Puzzles au club des veufs noirs, 10/18 no 2183, 1991 ((en) Puzzles of the Black Widowers, 1990)
- (en) The Return of the Black Widowers, 2003

En France, plusieurs nouvelles du cycle sont d'abord parues dans Mystère magazine. Les cinq premiers recueils du cycle ont été regroupés et réédités en un tome chez Omnibus (2010).
Isaac Asimov a également publié quelques nouvelles policières n'appartenant pas au Cycle des veufs noirs. Certaines font partie du recueil Histoires mystérieuses, d'autres ont été réunies dans le recueil The Union Club Mysteries paru en 1985 et jamais traduit en français
- Cyanure à volonté, Fayard, Le Saint détective magazine no 28, 1957 ((en) Death of a Honey-Blond, 1956)Publiée également sous le titre What's in a Name? et reprise dans Histoires mystérieuses sous le titre Le Patronyme accusateur
- Poussière de mort, OPTA, Fiction no 64, 1959 ((en) The Dust of Death, 1957)Publiée également dans Histoires mystérieuses sous le titre La Poussière qui tue

### Romans indépendants
- Une bouffée de mort ((en) The Death Dealers, 1958)
- Le Voyage fantastique ((en) Fantastic Voyage, 1966)À partir du film du même nom
- Les Dieux eux-mêmes ((en) The Gods Themselves, 1972)Prix Nebula 1972, prix Hugo 1973 et prix Locus 1973
- L'Invité du ciel ((en) The Heavenly Host, 1974)
- Destination cerveau ((en) Fantastic Voyage II: Destination Brain, 1987)
- Némésis ((en) Nemesis, 1989)
- Le Retour des ténèbres ((en) Nightfall, 1990)Écrit avec Robert Silverberg. À partir de la nouvelle Quand les ténèbres viendront
- L'Enfant du temps ((en) Child of Time, 1991)Écrit avec Robert Silverberg. À partir de la nouvelle L'Affreux Petit Garçon (The Ugly Little Boy)
- Tout sauf un homme ((en) The Positronic Man, 1992)Écrit avec Robert Silverberg. À partir de la nouvelle L'Homme bicentenaire (The Bicentennial Man) - Ce roman a été adapté au cinéma en 1999 sous le titre L'Homme bicentenaire, réalisé par Chris Columbus.

## Autobiographies
- (en) In Memory Yet Green: The Autobiography of Isaac Asimov, 1920-1954, 1979
- (en) In Joy Still Felt: The Autobiography of Isaac Asimov, 1954-1978, 1980
- Moi, Asimov, Denoël, coll. Présences no 29, 1996 ((en) I, Asimov, 1994)

## Vulgarisation
Isaac Asimov a écrit plusieurs dizaines d'ouvrages de vulgarisation, principalement sur des sujets scientifiques, mais également sur des sujets aussi divers que la Bible ou Shakespeare.
Voici une liste non exhaustive (portant notamment sur l'astronomie) :
- Civilisations extraterrestres
- Fusées, satellites et sondes spatiales
- La Colonisation des planètes et des étoiles
- La Course à l'espace : de la rivalité à la coopération
- La Pollution de l'espace
- Les Astronomes d'autrefois
- Les comètes ont-elles tué les dinosaures ?
- Les Objets volants non identifiés
- La Lune, satellite de la Terre
- Mercure, la planète rapide
- Neptune, la plus petite des géantes
- Notre voie lactée et les autres galaxies
- Science-fiction et faits de science
- Saturne et sa parure d'anneaux
- Uranus, la planète couchée
- Y a-t-il de la vie sur les autres planètes ?
- La comète de Halley
- La Terre, notre base de départ
- Trous noir
- X comme inconnu
- The Roving Mind[33] (La pensée vagabonde)
  - Volume 1/2 : 37 essais édités sous le titre Les moissons de l'intelligence, éd Chimérique, coll. « collection zététique »
  - Volume 2/2 : 25 essais édités en français sous le titre "Homo obsoletus" au format papier et pdf par les éditions book-e-book.com
- L'univers de la science

## Influence
Paul Krugman (récipiendaire du prix Nobel d'économie 2008) est devenu économiste en partie grâce aux livres d'Asimov, l'économie étant selon Krugman ce qui existe de plus proche de la psychohistoire,.

## Récompenses
- 1963 : prix Hugo spécial pour ses contributions à la science-fiction
- 1966 : prix Hugo de la meilleure série de tous les temps pour le cycle de Fondation
- 1967 : Prix Skylark du meilleur écrivain
- 1972 : prix Nebula du meilleur roman pour Les Dieux eux-mêmes
- 1973 : prix Hugo du meilleur roman pour Les Dieux eux-mêmes
- 1973 : prix Locus du meilleur roman pour Les Dieux eux-mêmes
- 1975 : prix Locus de la meilleure anthologie pour Before the Golden Age
- 1976 : prix Nebula de la meilleure nouvelle longue pour L'Homme bicentenaire
- 1977 : prix Hugo de la meilleure nouvelle longue pour L'Homme bicentenaire
- 1977 : prix Locus de la meilleure nouvelle longue pour L'Homme bicentenaire
- 1981 : prix Locus, catégorie non fiction/article scientifique pour In joy still felt: The autobiography of Isaac Asimov, 1954-1978
- 1983 : prix Hugo du meilleur roman pour Fondation foudroyée
- 1983 : prix Locus du meilleur roman pour Fondation foudroyée
- 1985 : prix Cosmos 2000 pour Les Robots de l'aube.
- 1986 : prix Nebula spécial de Grand Maître (Life achievement)
- 1987 : prix Locus de la meilleure nouvelle courte pour Le Robot qui rêvait
- 1987 : prix Asimov des lecteurs de la meilleure nouvelle pour Le Robot qui rêvait
- 1992 : prix Hugo de la meilleure nouvelle longue pour Un sujet en or
- 1993 : prix Asimov des lecteurs de la meilleure nouvelle pour Cleon the emperor
- 1995 : prix Hugo, catégorie non fiction/article scientifique pour Moi, Asimov
- 1995 : prix Locus, catégorie non fiction/article scientifique pour Moi, Asimov
- 1996 : prix Hugo rétrospectif du meilleur roman 1941 pour Le Mulet
- 2016 : prix Hugo rétrospectif de la meilleure nouvelle courte 1941 pour Robbie

## Films réalisés d'après l'œuvre d'Isaac Asimov
- La Mort des trois soleils (1988), de Paul Mayersberg, tiré de la nouvelle Quand les ténèbres viendront (Nightfall).
- L'Homme bicentenaire (1999), de Chris Columbus. Ce film se veut fidèle à la nouvelle éponyme d'Asimov.
- I, Robot (2004), d'Alex Proyas, avec Will Smith. Le scénario du film n'a pas grand rapport avec le recueil éponyme (qui regroupe le Livre des robots et Les Robots), hormis qu'on y retrouve le Pr Lanning et le Dr Calvin, chers à l'auteur, ainsi que le principe et l'énoncé des Trois lois de la Robotique. La fin du film reprend le thème de la nouvelle du Robot qui rêvait. Voulant s'inspirer des romans d'Asimov sur les robots, le film a cependant lancé une polémique sur le respect de l'esprit d'écriture d'Asimov.
- Sueños de Robot (Rêves de Robots), court-métrage réalisé par Christian Toro et Carlos Ramos en 2007[36].
- Kurchatov, court métrage russe réalisé par Alexander Korolev en 2020 et adapté de la nouvelle La Pause[37].

## Série télévisée inspirée de l'œuvre d'Isaac Asimov
Foundation est une série télévisée américaine créée par David S. Goyer et Josh Friedman. Sa diffusion a débuté le 24 septembre 2021 sur Apple TV+.
La série est basée sur le Cycle de Fondation d'Isaac Asimov. La première saison comporte 10 épisodes et une deuxième saison est en cours de diffusion.
Si David S. Goyer prend de larges libertés avec l'œuvre originale d'Isaac Asimov, sa fille Robyn Asimov (productrice exécutive de la série) se montre en parfait accord avec la direction prise : « La série transpose à l’écran la philosophie et les idées de mon père mieux qu’il n’aurait pu le faire, sans rien trahir de son œuvre ».

## Hommages et reprises dans la fiction

### Astronomie
- Sur la planète Mars, le cratère Asimov[39], ainsi baptisé officiellement en mai 2009[40] se situe dans le quadrangle Noachis, non loin du cratère Roddenberry, du nom de Gene Roddenberry, un de ses proches amis et célèbre créateur de l'univers de Star Trek.
- Un astéroïde est nommé en son honneur : (5020) Asimov.

### Physique
- Une méthode statistique utilisée en physique des particules utilise des « ensembles de données d'Asimov » (Asimov dataset en anglais), qui sont censés être un échantillon représentatif de toutes les données. Ce nom a été inspiré par la nouvelle Franchise d'Asimov, dans laquelle un seul électeur est choisi pour représenter l'ensemble des électeurs[41].

### Industrie
- Le constructeur japonais Honda a dévoilé en 2000 un robot humanoïde nommé ASIMO, pour « Advanced Step in Innovative MObility ». Ce nom constitue pour un grand nombre de lecteurs d'Isaac Asimov un clin d'œil, bien qu'involontaire, à l'écrivain du Livre des Robots, dans lequel il met en scène des robots humanoïdes.
- C'est en référence à l'auteur de science-fiction que la firme informatique Nvidia a baptisé son programme de développement de puces électroniques ciblées robotique et IA, l’« Isaac Initiative », comme annoncé au salon Computex 2017 de Taiwan[42].

### Télévision
- Dans la seconde saison de la série télévisée Buck Rogers qui se déroule au XXVe siècle, l'un des personnages principaux s'appelle l'amiral Efram Asimov (interprété par Jay Garner), commandant d'un vaisseau spatial baptisé Searcher et descendant d'Isaac Asimov.
- Dans le 200e épisode de la série Stargate SG-1 (Wormhole X-Treme, le film), les dernières paroles de l'épisode sont une citation d'Isaac Asimov : « Individual SF stories may seem as trivial as ever to the blind critics and the philosophers of today, but the core of SF, his essence has become crucial for our salvation, if we are to be saved at all »[43]. Cet épisode se distingue des autres de la série en ce qu'il apporte une réflexion sur la science-fiction, avec des références nombreuses à d'autres monuments du genre et une autodérision certaine : la citation d'Asimov est donc très symbolique et porteuse de sens dans ce contexte.
- Dans le premier épisode de la série animée Cowboy Bebop de Shinichiro Watanabe qui a lieu dans un univers de science fiction, le personnage dont la tête est mise à prix se nomme « Asimov Solensan » en hommage à Asimov.
- Le bar dans la série américaine Upload se nomme « Asimov »

### Jeu vidéo
- Dans la série Dead Space, le héros est nommé « Isaac Clarke » en référence à Isaac Asimov et Arthur C. Clarke.
- Dans Counter-Strike : Global Offensive, plusieurs apparences d'armes dans un style futuristique rappelant son univers portent le nom d'Asiimov (M4A4, AWP, P250, P90, AK-47)[44].